# Copa Chile 1987
Copa Chile 1987, eller officiellt "Copa Polla LAN Chile 1987", var 1987 års säsong av fotbollsturneringen Copa Chile. Turneringen spelades mellan den 28 februari och 22 juli 1987 och totalt 16 lag deltog. Till slut vann Cobresal efter att ha vunnit mot Colo-Colo i finalen. För 1987 delades de 16 lagen upp i två grupper om åtta lag där vinnaren av varje grupp kvalificerade sig för final.
| Lag                  | S  | V | O | F | GM | IM | MS  | P  |
| -------------------- | -- | - | - | - | -- | -- | --- | -- |
| Cobresal             | 14 | 7 | 5 | 2 | 25 | 10 | +15 | 19 |
| Universidad Católica | 14 | 6 | 7 | 1 | 27 | 13 | +14 | 19 |
| Universidad de Chile | 14 | 5 | 6 | 3 | 17 | 14 | +3  | 16 |
| Cobreloa             | 14 | 5 | 6 | 3 | 16 | 15 | +1  | 16 |
| Everton              | 14 | 6 | 3 | 5 | 22 | 20 | +2  | 15 |
| San Luis de Quillota | 14 | 3 | 7 | 4 | 11 | 17 | −6  | 13 |
| Deportes Iquique     | 14 | 1 | 6 | 7 | 10 | 22 | −12 | 8  |
| Palestino            | 14 | 1 | 4 | 9 | 11 | 28 | −17 | 6  |

| Lag                 | S  | V | O | F | GM | IM | MS | P  |
| ------------------- | -- | - | - | - | -- | -- | -- | -- |
| Colo-Colo           | 14 | 6 | 7 | 1 | 21 | 12 | +9 | 19 |
| Naval               | 14 | 6 | 7 | 1 | 22 | 15 | +7 | 19 |
| Lota Schwager       | 14 | 5 | 6 | 3 | 19 | 14 | +5 | 16 |
| Huachipato          | 14 | 4 | 5 | 5 | 16 | 16 | 0  | 13 |
| Fernández Vial      | 14 | 4 | 4 | 6 | 23 | 27 | −4 | 12 |
| Unión Española      | 14 | 4 | 4 | 6 | 19 | 25 | −6 | 12 |
| Deportes Concepción | 14 | 3 | 5 | 6 | 16 | 21 | −5 | 11 |
| Rangers             | 14 | 4 | 2 | 8 | 16 | 22 | −6 | 10 |